# Sioux Falls Stampede
Sioux Falls Stampede är ett amerikanskt juniorishockeylag som spelar i United States Hockey League (USHL) sedan 1999 när laget grundades. De spelar sina hemmamatcher i inomhusarenan Denny Sanford Premier Center, som har en publikkapacitet på 10 678 åskådare vid ishockeyarrangemang, i Sioux Falls i South Dakota. Stampede har vunnit en Anderson Cup, som delas ut till det lag som vinner USHL:s grundserie, för säsongen 2005–2006 och två Clark Cup, som delas ut till det lag som vinner USHL:s slutspel, för säsongerna 2006–2007 och 2014–2015.
De har fostrat spelare som Conor Allen, Matt Bailey, Stu Bickel, Terry Broadhurst, Jack Connolly, Joe Finley, Alex Goligoski, Gabe Guentzel, Eric Hartzell, Ben Holmstrom, Chad LaRose, Matt Lindblad, Charlie Lindgren, Brad Malone, Jacob Micflikier, Griffen Molino, Andreas Nödl, Jordan Oesterle, Jamie Oleksiak, T.J. Oshie, Nate Prosser, Kyle Rau, Zach Redmond, Chad Ruhwedel, Marty Sertich, Dan Sexton, Thomas Vanek och Joe Vitale.